# ブラン村のおばあちゃんたち
ブラン村のおばあちゃんたち（ブランむらのおばあちゃんたち、ウドムルト語: Брангуртысь песянайёс
, ロシア語: Бурановские бабушки - ラテン文字転写の例：Buranovskiye babushki）は、8人の高齢女性からなるロシアの民族音楽ポップグループである。ブラン村のおばあちゃんたちはアゼルバイジャンのバクーで開催されたユーロビジョン・ソング・コンテスト2012のロシア代表で、最終審査で準優勝を果たした。バンドは8人のおばあちゃんたちで構成されているが、コンテストのルールのためユーロビジョンのステージに登壇が許されたのは6人である。彼女らはロシアのヴォルガ川とウラル山脈の中ほどに位置するウドムルト共和国のブラン村（人口約658人、2011年1月時点）の出身である。グループは曲のほとんどをウドムルト語で歌った。

## 歌
彼女らが他に録音した曲は「イエスタデイ」、「レット・イット・ビー」（ビートルズのカバー）、「スモーク・オン・ザ・ウォーター」（ディープ・パープルのカバー）、「ホテル・カリフォルニア」（イーグルスのカバー）、「太陽と呼ばれる星」（"Звезда по имени Солнце", キノーのカバー）、"Я красивая"（美しい私）、"Снег-снежок", "Чиборио"、"Бабушки-старушки" である。

## ユーロビジョン
グループは、以前に2010年にロシアのユーロビジョンのソングセレクションに "Длинная-длинная береста и как сделать из неё айшон"（長い、長い白樺の樹皮をどのようにターバンにするか）という曲で参加して3位に終わっていた。
彼女らは "Party for Everybody"（みんなのためのパーティー）という曲で2012年にロシアのユーロビジョンソングセレクションに参加してロシア代表に再挑戦した。グループは最終的に38.51点を受け、コンテストに応募していたユーロビジョン2008の優勝者ジーマ・ビラーンや、29.25点を受け2位に終わったt.A.T.u.のメンバーユーリャ・ヴォルコヴァの "Back To Her Future" を抑えて優勝した。彼女らはアゼルバイジャンのバクーで開催のユーロビジョンソングコンテスト2012年のロシア代表となった。
彼女らは2012年に得たお金は全てブラン村の教会を再建するために使用すると述べた。
グループは最終的に259点を集め、優勝者であるスウェーデンの女性歌手ロリーンの372点に次いでコンテストを2位で終えた。

## 活動
彼女たちは村で自給自足の生活を送っており、家畜の出産やジャガイモの植え付けで忙しいという理由で出演をキャンセルする事もあった。
ユーロビジョン準優勝後は文化省の大臣に招かれたり秋からはモスクワ、ボルゴグラード、カリーニングラードでの出演が予定されている。

## メンバー
| 片仮名読み                     | ロシア語氏名                   | ラテン文字転写の例              | 年齢     |
| ------------------------------ | ------------------------------ | ------------------------------- | -------- |
| グラーニャ・バイサロヴァ       | Граня Ивановна Байсарова       | Granya Ivanovna Bajsarova       | 62       |
| アリェフティナ・ベギシェヴァ   | Алевтина Геннадьевна Бегишева  | Alevtina Gennad'evna Begisheva  | 56       |
| ゾヤ・ドロドヴァ               | Зоя Сергеевна Дородова         | Zoya Sergeevna Dorodova         | 71       |
| ガリーナ・コニェヴァ           | Галина Николаевна Конева       | Galina Nikolaevna Koneva        | 73       |
| ナタリア・プガチョーヴァ       | Наталья Яковлевна Пугачёва     | Natal'ya Yakovlevna Pugachyova  | 76       |
| ヴァリェンティナ・ピャチェンコ | Валентина Семёновна Пятченко   | Valentina Semyonovna Pyatchenko | 74       |
| エカテリーナ・シュクリャエヴァ | Екатерина Семёновна Шкляева    | Ekaterina Semyonovna Shklyaeva  | 74       |
| オリガ・ツクタリョーヴァ       | Ольга Николаевна Туктарёва     | Ol'ga Nikolaevna Tuktaryova     | 43       |
| エリザヴェータ・ザルバトヴァ   | Елизавета Филипповна Зарбатова | Elizaveta Filippovna Zarbatova  | 86（注） |

注記: ツアーは不参加

## ディスコグラフィ
- Buranovskie Babushki - Party For Everybody ASIN B008NXTMOG
- 曲の幾つかは公式サイトから無償でmp3形式でダウンロード可能。[10]

## グループ名称
2011年11月27日のウドムルツカヤ・プラウダが報道する所によれば、ウドムルトの首相ユーリー・ピトケビッチ(udm) は民族芸術への貢献を表彰する法令に署名し、その中の伝統民族文化のカテゴリでグループのリーダーのオリガ・ツクタリョーヴァが最優秀に認定されている。その報道から一部を引用すると
```
фольклорного ансамбля «Брангурт песянайес» («Бурановские бабушки») 
```

とある。これを訳せば「フォルクローレ・アンサンブル «Брангурт песянайес» («Бурановские бабушки») 」であるから、彼女らはウドムルト共和国の政府に «Брангурт песянайес» の名前で表彰されている。従ってこれが正式なグループ名称である。